# S.O.S. Condor
S.O.S. Condor (originaltitel Dykket) är en norsk action-thrillerfilm från 1989. Manus skrevs av Leidulv Risan och Carlos Wiggen och i rollerna ses bland andra Bjørn Sundquist, Frank Grimes och Eindride Eidsvold.

## Handling
Två dykare beger sig ner i djupet för att reparera utrustning men blir i stället fast där nere. Uppe på ytan inleds en febril aktivitet för att rädda dem.

## Rollista
- Bjørn Sundquist – Gunnar
- Frank Grimes – Dobs
- Eindride Eidsvold	– Rolf
- Michael Kitchen – Bricks
- Marika Lagercrantz – Ann
- Nils Ole Oftebro – Akselsen
- Sverre Anker Ousdal – kaptenen
- Inger Lise Westby	– Sonja
- John Stoudt – chef
- Thomas G. Stoudt – Marius
- Christopher Curtis – Jonas
- Steinar Raaen – pilot
- Magnar Miljeteig – maskinist
- Jon Are Hvalby – stuntdykare
- Jan Holand – stuntdykare

## Om filmen
Inspelningen ägde rum i Haugesund och på Nordsjön. Filmen producerades av Dag Alveberg för Filmeffekt A/S, Millennium Pictures och British Screen Finances Limited. Fotograf var Harald Paalgard och filmen klipptes av Russell Lloyd. Den premiärvisades 31 augusti 1989 i Norge och hade Sverigepremiär 6 juli 1990.